# Роза Меддер
«Роза Меддер» (з англ. Rose Madder) — двадцять дев'ятий роман американського письменника Стівена Кінга, написаний у жанрі містичного трилера й вийшов 1995 року у видавництві Viking. Автор зачіпає в романі тему сімейного насильства, а також використовує в оповіданні елементи грецької міфології. Історія розповідає про Роуз Деніелс — жінку, яка втікає від свого неврівноваженого чоловіка Нормана, який регулярно її б'є та гвалтує. Переїхавши в інше місто і почавши нове життя, Роуз набуває незвичайну картину, крізь яку вона отримує можливість потрапляти в паралельний світ і добивається справедливості.
«Роза Меддер» досягла другої позиції в списку бестселерів газети The New York Times. Стівен Кінг негативно ставився до цього твору, називаючи роман «застиглим». Літературні критики неоднозначно сприйняли роботу. Більшість з них похвалили деталізований образ головної героїні та напругу, яка виникає при прочитанні роману, назвавши «Розу Меддер» найбільш жорстким твором Кінга. Інші оглядачі нарікали на відсутність атмосфери страху, непереконливі містичні епізоди роману і «пласку» антагоністку. Книгу планували екранізувати студії Palomar Pictures і Grosvenor Park, проте фільм так і не був знятий.

## Сюжет
У пролозі, дія якого розгортаються в 1985 році, поліцейський Норман Деніелс жорстоко б'є свою дружину Роуз, яка перебуває на четвертому місяці вагітності, що призводить до викидня. Замислюючись про те, щоб піти від чоловіка, Роуз відмовляється від цієї думки, оскільки Норман спеціалізується на пошуку зниклих людей. Маючи буйну вдачу, він був звинувачений у нападі на афроамериканку Венді Ярроу. Службове розслідування, яке являло перевірку причетності Нормана до вбивства цієї жінки, зробило його ще більш нестабільним. Після 9 років Роуз як і раніше живе з чоловіком, терплячи побої та знущання. Одного разу вона помічає краплю крові на простирадлі й усвідомлює, що життя з Норманом в підсумку може вбити її.
Взявши кредитку чоловіка, Роуз тікає з дому. За відсутності чіткого плану дій, на міжміському автобусі вона прибуває в незнайоме місто на середньому Заході. На автовокзалі від доброї людини на ім'я Пітер Словік вона дізнається, що в місті існує притулок для жінок «Дочки й сестри». Опинившись в притулку, Роуз розуміє, що не самотня: безліч жінок тікають від своїх чоловіків, не витримавши домашнього насильства. У притулку Роуз заводить нових друзів, в тому числі знайомиться з директором Анною Стівенсон, знаходить невелику квартиру і роботу покоївки в готелі. Кілька тижнів потому Роуз вирішує продати обручку Нормана в ломбарді, але дізнається, що діамант у обручці — підробка. У ломбарді вона звертає увагу на картину, на якій зображена жінка, одягнена в мареновий хітон. Зачарована картиною, Роуз обмінює її на обручку.
На вулиці її зупиняє Роб Леффертс, колишній працівник ломбарда, і пропонує прочитати уривок з книги. Йому подобається голос Роуз, і він пропонує їй роботу — запис аудіокниг. Через деякий час Білл Стейнер, працівник ломбарду, запрошує її на побачення. Роуз вважає, що її життя налагоджується: у неї є хороша робота, дім, друзі й коханий чоловік. Поступово Роуз зауважує, що картина змінюється, а її зображення розширюється. Зрештою Роуз проходить крізь картину.
На тому боці її зустрічає Доркас, схожа на Венді Ярроу, і жінка в мареновому хітоні. Роуз не знає її справжнього імені та називає героїню про себе Роза Меддер/Марена через колір її сукні, та через очевидну неосудність. Роза Меддер просить Роуз врятувати її дитину з підземного лабіринту, який охороняє одноокий бик Еріній, що орієнтується на нюх. Доркас приводить Роуз до храму і попереджає про небезпеки та випробування, які чекають її в дорозі. Доркас не може увійти в лабіринт через загадкову хворобу, на яку вона хворіє, а також через менструальний цикл, який дозволить бику відчути запах жінки. Роуз йде в храм одна, продовжуючи гадати, чи все, що відбувається, сон або дійсність. Вона виконує прохання — рятує дитину, яку назвала Кароліною, і Роза Меддер обіцяє віддячити їй. Прокинувшись наступного ранку, Роуз вирішує, що все, що сталося, їй примарилось.
Тим часом Норман активно шукає дружину, аби знайти і вбити її. Використовуючи свої навички детектива, він знаходить місто, у якому ховається Роуз. Поступово він втрачає самоконтроль і починає вбивати людей, так або інакше пов'язаних з Роуз — Пітера, Анну та інших. Він зустрічає її біля будинку, коли Роуз повертається після прогулянки разом з Біллом. Роуз тікає від нього у квартиру і заманює Нормана у світ картини. Там Роза Меддер вбиває його. Потім вона дає Роуз насіння і змушує дати обіцянку — пам'ятати про дерево. Після цього інциденту Роуз спалює картину.
Минає кілька років. Роуз одружена з Біллом, у них росте дочка, проте час від часу у неї починають з'являтися спалахи люті, характерні для Рози Меддер. Вона згадує про обіцянку, дану в картині, і садить насіння біля озера. З насіння виростає дерево, яке допомагає стримувати неконтрольовану агресію.

## Публікація
Оригінальна назва роману — «Rose Madder». Madder позначає фарбувальну рослину марену. Англійська назва рослини співзвучна зі словом mad — божевільний (-а). Стівен Кінг у своїх мемуарах «Як писати книги» відносив твір до романів із запланованим сюжетом, чий кінцевий результат, як і в «Безсонні», «не надихає». Автор сам визнав, що «Роза Меддер» — заклякла і надто старанна робота. В інтерв'ю журналу The Paris Review Стівен вважав, що насправді не автор пише книгу, а книга пишеться в якомусь сенсі сама: «Ви повинні дозволити книзі йти туди, куди вона захоче, або просто слідувати разом. Якщо цього не зробити — вийде погана книга… Я думаю, що „Роза Меддер“ вписується в цю категорію».
У передмові до розповіді «Дорожній жах пре на північ» автор називав твір одним із найчитаніших романів. Під час написання книги автор читав роботи Кормака Маккарті, тому роман стилістично наслідує цьому автору. Твір було видано в липні 1995 року єдиною роботою Кінга в цьому році. У 1995 році Кінг також закінчив написання романів «Чаклун і кристал» і «Безнадія».
Структурно «Роза Меддер» складається з вступу, десяти частин і епілогу. Перший наклад книги склав 1,75 млн примірників. У маркетингових цілях було надруковано десять тисяч примірників попереднього видання роману — рекордна кількість для робіт Кінга того часу. Також вийшов обмежений наклад роману у 250 екземплярів. Книги були поміщені в спеціальний чохол і підписані Кінгом на екслібрисі. Аудіокнига, видана Penguin Audiobooks, з'явилася в CD-форматі в лютому 2009 року. Текст читала Блер Браун. Кінг, з'являючись як персонаж в «Пісні Сюзанни», говорить своїм співрозмовникам, що знаходився під впливом Темної Вежі, коли писав роман. У щоденнику він назвав роботу провалом, принаймні в частині продажу. Кінг писав: "Тим часом у мене виникла ідея роману про жінку, яка купує картину в магазині-ломбарді й провалюється в неї. «Гей, а може, вона провалиться в Середньовічний світ і там зустріне Роланда!» Права на публікацію роману з 2016 року належать видавництву Scribner, з яким Кінг став співпрацювати з часів видання «Мішка з кістками».

## Персонажі та зв'язки
У романі фігурує понад вісімдесят персонажів. Критики відзначали символізм, утворений між героями книги. Так Роуз Деніелс досягає духовної та психологічної трансформації завдяки жінці на ймення Роза Меддер. Вона є паралельною анімою Роуз, яка в кінцевому підсумку допомагає знищити її демонічного чоловіка-монстра, чия паралель сходить до міфологічного бика Ерінія. Одна крапля крові на білому простирадлі виступає каталізатором і дозволяє Роуз втекти від Нормана. Поступово героїня розуміє своє істинне призначення й отримує можливість потрапляти в інші світи. Персонаж Венді Ярроу, що у світі картини перероджується в Доркас, виступає як наставниця Роуз. Є думка, що ім'я героїні присвячено дружині Кінга Табіті. На це натякає вірш 36 глави 9 «Діянь апостолів»: «В Йоппії була одна учениця, на ім'я Тавіта (англ. Tabitha), що означає: „серна“ (англ. Dorcas); вона була повна добрих справ». Норман у романі описаний як садист з руками м'ясника й очима «невиразними, як уламки скла». Кінг порівнював його з персонажем на ім'я Дорожній жах з оповідання збірки «Усе гранично».
Дія книги розгортається переважно в місті Деррі штату Мен, також як у «Воно», «Безсоння», «Мішок з кістками» і «Ловці снів». Сюжетно роман має зв'язок з рядом інших творів Кінга, у тому числі цикл «Темна вежа». Як зазначав Патрік Макелір, «Роза Меддер» наповнена відсиланнями до Середньовічного світу, його географії та мови. Так, Доркас в одній зі сцен згадує місто Лад, яке фігурує в «Безплідних землях»: «Я бачила війни, які приходили і йшли, як хвилі, що накочуються на берег, змиваючи сліди і руйнуючи пісочні замки. Я бачила людей, що згорають живцем у вогні, й сотні голів на стовпах уздовж вулиць Лада. На моїх очах убивали мудрих правителів, а на їхнє місце підносили дурнів; і я досі живу». Роза Меддер також знає про філософію Середньовічного світу. Попри це, безліч подібних посилань, які зустрічаються і в інших творах автора, легко помітних при побіжному прочитанні книг, не мають суттєвого відношення до історії Темної Вежі. У романі також згадуються Мізері Честейн і Пол Шелдон, герої «Мізері», Сьюзен Дей з «Безсоння», Синтія Сміт з «Регуляторів». Згадки Рози Меддер можна зустріти в «Пісні Сюзанни».

## Критика
Романові не вдалося досягти першої позиції у списку бестселерів за версією газети The New York Times. На думку деяких авторів, не сприяло хорошим продажам книги й падіння Стівена Кінга в рейтингу найвпливовіших людей індустрії розваг за версією Entertainment Weekly з сорок сьомого до вісімдесят п'ятого рядка. З усім тим, роман був у чарті бестселерів вісімнадцять тижнів. З них одинадцять — варіант у твердій палітурці, і сім — в м'якій. В аналогічному рейтингу The New York Times твір протримався 14 тижнів. Аудіокнига влітку 2014 року досягла третьої позиції у списку бестселерів для додатка Apple i Books в США, в різний час займаючи в ньому п'яту та одинадцяту сходинку. За підсумками року роман посів третю позицію у премії Локус 1996 року у номінації «Жахи/темне фентезі», поступившись "Подорож до країни смерті Барбари Хемблі та «Терміну придатності» Тіма Пауерса. На думку ряду авторів, роман є найбільш жорстким твором Кінга, присвяченому тематиці насильства.
Девід Етвуд (англ. David Atwood), оглядач Book of the Month Club, вважав першу сцену книги однієї з найстрашніших з коли-небудь написаних взагалі — «Ви будете повертатися кілька разів, як робили деякі з нас, коли отримали ранній варіант рукопису». Викликається відчуття тривоги, напруження, страху, переляку або шоку описали безліч критиків таких видань як Oklahoman, Baton Rouge magazine, Montgomery Advertiser та інших. Позитивно була сприйнята головна героїня. Рецензент New York Newsday називав Роуз сильним персонажем і одним з головних окрас книги. Оглядач Detroit Free Press визнав протагоніста найбільш багато зображеною героїнею з коли-небудь створених Кінгом. Нормана порівнювали як з антагоністом фільму «Психо», який належить до тієї ж категорії психопатів, що і Енні Вілкс, так і з Ганнібалом Лектером. Його характеризували як вбивчу машину ненависті, позбавлену тонкощів, «як летюча вантажівка». Оглядач Publishers Weekly назвав твір однією з найбільш цікавих і актуальних трилерів письменника, в центрі якої — побита жінка, яка вирішила почати життя заново, і жорстокий чоловік, який являє собою зразок чистого зла. «Роза Меддер», багата на персонажів і події, що поєднує в собі найкраще з довгих романів Кінга — широту бачення з «Протистояння» і ретельність психологічного портрета з «Долорес Клейборн». Напруга не зменшується як за рахунок реалістичного опису тортур, так і за рахунок безперервного переслідування Норманом Роуз. Рей Олсон (англ. Ray Olson), оглядач Booklist, зазначив вміння письменника створювати переконливих жінок — протагоністок. У той самий час тактичні пошуки садистом-поліцейським своєї дружини виглядають напруженими, але непотрібними. Знайти вихід зі скрутного становища протагоністу допомагає дивна картина, на відміну, приміром, від Долорес Клейборн, яка цілком обійшлася без допомоги надприродних сил.
Вільям Берд (англ. William Byrd), критик School Library Journal, акцентував на зміщення літератури Кінга в «реальний світ жаху». Героїня, яку піддавали психічним, фізичним і сексуальним тортурам протягом усіх 14 років шлюбу, тікає від свого неврівноваженого чоловіка. Весь саспенс роману відбувається з очікування, коли, нарешті Норман наздожене і «серйозно поговорить з нею» — що, своєю чергою, є лише словесною прелюдією до фізичного покарання. Книга, на думку Бірда, сповнена графічною мовою, але це не розчарує читачів, знайомих з останніми працями автора. І хоча погоня не лякає читача, вона створює напругу і демонструє все божевілля чоловіка Роуз. Остаточний конфлікт підкреслює, що силу можна знайти у собі. Втім оглядач журився, що дуже небагато жертв домашнього насильства можуть скористатися чарівними картинами.

## Екранізація
Спочатку зніманням фільму зацікавився американський телеканал HBO, однак пізніше керівництво каналу відмовилося від планів. Вадим Еріліхман у своїй книзі «Стівен Кінг: Король темної сторони» писав, що завдяки успішній адаптації сценарію «Буря століття», у 2001 році Стівен схвалив ідею екранізації роману «Роза Меддер» студією Warner Bros. Кінг почав писати для нього самостійний сценарій, але пізніше повністю відкинув весь сюжет книги. Через це був знятий серіал «Житло „Червона троянда“» (англ. Rose Red), який розповідає про групу «мисливців за привидами», що вивчає житло в Сіетлі, побудоване на місці індіанського святилища. Інші автори відзначали, що попри схожість назв, роман не має нічого спільного із серіалом. 2011 року з'явилися відомості про екранізацію книги. Студії Palomar Pictures у партнерстві з Grosvenor Park оголосили про свій намір розпочати знімання трьох кінострічок, у число яких входила «Роза Меддер». Роман адаптувала Наомі Шерідан (англ. Naomi Sheridan). Знімання повинно було початися в другій половині 2012 року. Втім фільм так і не був знятий.